# Teresa Negrão
Teresa Negrão é uma atriz portuguesa.

## Filmografia

### Televisão
- Os Melhores Anos RTP 1992 Inês
- Telhados de Vidro TVI 1993 Chinita
- Nico D'Obra RTP 1994
- Facas e Anjos SIC 2000
- O Processo dos Távoras RTP 2001
- Lusitana Paixão RTP 2003/2004 Maria Eduarda
- Inspector Max TVI 2004/2005
- Sol de Inverno SIC 2013 Maria

### Cinema
- Eléctrico 15 (1997)[1]
- Abstracto (1997)[1]
- Sapatos Pretos (1998)[1]
- As Bodas de Deus (1999)[1]